# دیوید بومبرگ
دیوید بومبرگ (زاده ۵ دسامبر۱۸۹۰ و درگذشته ۱۹ اوت ۱۹۵۷) نقاش بریتانیایی لهستانی‌تبار و یهودی بود. صومعهٔ آی [۱۹۴۸]، در داخل سطح [۱۹۱۳-۱۹۱۴] و حمام گـِـل از آثار وی هستند.